# René Le Fort

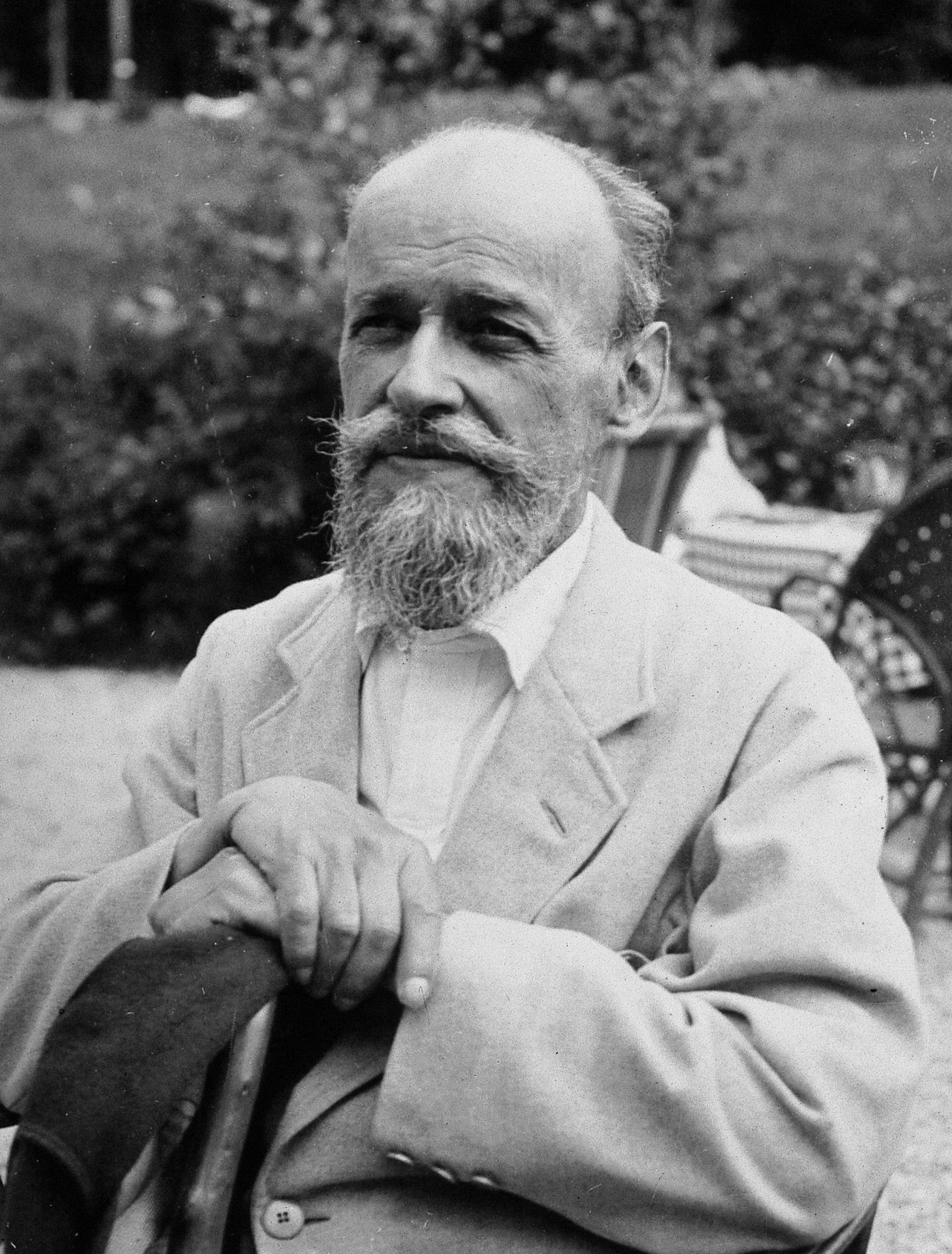
René Le Fort, 1943 (?)

René Le Fort (ur. 30 marca 1869, zm. 30 marca 1951) – francuski chirurg pochodzący z Lille, autor klasyfikacji złamań części twarzowej czaszki. Był siostrzeńcem chirurga Léona Clémenta Le Forta (1829–1893).

## Życiorys
Studia medyczne ukończył na podstawie pracy zatytułowanej Topographie cranio-cérébrale avec applications chirurgicales. Następnie odbył staż, a później pracował jako chirurg wojskowy we francuskim szpitalu wojskowym w Val-de-Grâce. W 1899 roku zaczął nauczać na uniwersytecie medycznym w Lille. W czasie I wojny bałkańskiej zaczął ponownie pracować jako lekarz wojskowy. Podczas I wojny światowej dostał wyróżnienie za odwagę, jaką wykazał się w trakcie bitwy pod Dinant. Dwa ostatnie lata wojny spędził w Wersalu, gdzie zajmował się leczeniem raka piersi i chorobami serca.
W 1919 roku pracował w Hôpital des Invalides, a w następnym roku wrócił do Lille. Został profesorem w wydziale chirurgii dziecięcej i ortopedii. Pracował także w sanatorium w Zuydcoote, gdzie zajmował się leczeniem gruźlicy kości. W 1936 roku został nagrodzony nagrodą Prix Laborie i wybrany przewodniczącym Société française de chirurgie et orthopédique. W 1937 przeszedł na emeryturę, ale w trakcie II wojny światowej powrócił na uniwersytet w Lille, aby zastąpić medyków, którzy brali udział w działaniach wojennych. 

## Klasyfikacja złamań
W 1901 Le Fort opublikował pracę pt. Étude expérimentale sur les fractures de la mâchoire supérieure opisującą jego doświadczenia związane ze złamaniami szczęki człowieka, które przeprowadzał na nienaruszonych czaszkach zmarłych osób. Na podstawie tych doświadczeń dokonał klasyfikacji złamań twarzoczaszki, nazwanych od jego nazwiska złamaniami Le Fort I, Le Fort II oraz Le Fort III. Klasyfikacja ta używana jest w chirurgii do dziś.

## Wybrane publikacje
- Étude expérimentale sur les fractures de la mâchoire supérieure (1901)
- Les Projectiles inclus dans le mediastin (1918)